# Nyrkki
Pour les articles homonymes, voir Shadow Lines (homonymie).
Nyrkki (Shadow Lines) est une série télévisée d'espionnage finlandaise. 
Son titre original en finnois est Nyrkki (poing, en français).
Elle se compose de 2 saisons : une première de 10 épisodes diffusés à partir de 2019 sur la plateforme de vidéo à la demande finlandaise Elisa Viihde (en), puis une deuxième saison de huit épisodes diffusés à partir de 2021 toujours sur Elisa Viihde (en). Elles sont ensuite diffusées sur la chaîne de télévision privée MTV3 à partir du 8 février 2021. En version française, la première saison est diffusée en 2020 et la deuxième en 2022 en Suisse.

## Résumé
Shadow Lines raconte l'histoire d'une équipe d'agents secrets dont la mission est de défendre les intérêts de la Finlande dans les années 1950.
À cette époque, Helsinki, la capitale finlandaise, devient un centre névralgique qui joue un rôle crucial dans la guerre froide. Toutes les puissances mondiales et leurs agences de renseignement se retrouvent dans ce pays neutre stratégiquement situé entre l'Est et l'Ouest.  
Alors que l'Union soviétique occupe la base navale de Porkkala, à trente kilomètres d'Helsinki, Helena, intriguée par d'étranges souvenirs de son enfance, va chercher la vérité sur son passé.  

## Fiche technique
- Titre original finnois : Nyrkki
- Réalisation : Aj Annila et Alli Haapasalo
- Scénaristes : Katri Manninen et Kirsti Manninen
- Musique : Panu Aaltio
- Production : Zodiak Finland
- Pays :  Finlande
- Saisons : 2
- Episodes : 18
- Durée : 18 x 45 minutes
- Date de sortie : 4 octobre 2019
- Genre : espionnage, thriller, drame

## Distribution
- Emmi Parviainen (fi) : Helena Korhonen
- Hannu-Pekka Björkman : Yrjö Ylitalo
- Olavi Uusivirta (en) : Julius Boije
- Katja Küttner (fi) : Aune Lyytinen
- Sampo Sarkola (fi) : Olavi Suominen
- Jessica Grabowsky (fi) : Tabe Slioor
- Krista Kosonen : Maria
- Samuli Vauramo (en) : John McCadden
- Ivan Mathias Petersson (en) : Ivan Sergeyev
- Nika Savolainen : Irina Sergeyeva
- Rafael Edholm (en) : Donald Walker
- Maksim Pavlenko : Dimitri Sergeyev
- Jevgeni Haukka (fi) : Sergei Sabanov

## Diffusion

### Saison 1
- Finlande : première diffusion le 4 octobre 2019 sur Elisa Viihde Viaplay
- Suisse : première diffusion le 13 avril 2020 sur RTS Deux[1]

### Saison 2
- Finlande : première diffusion le 6 septembre 2021 sur Elisa Viihde Viaplay
- Suisse : première diffusion le 4 avril 2022 par lot de 2 épisodes sur RTS Un, puis sur PlayRTS du 25 avril 2022 au 9 mai 2022[2]

## Traductions
La langue originale de la série est le finnois mais elle a été traduite en anglais, français, espagnol, hongrois, letton, lituanien et néerlandais.